# Acastum
Dieser Artikel wurde wegen inhaltlicher Mängel auf der Qualitätssicherungsseite des Portals Geowissenschaften eingetragen. Dies geschieht, um die Qualität der Artikel im Themengebiet Geowissenschaften zu steigern. Bitte hilf mit, die Mängel zu beseitigen, oder beteilige dich an der Diskussion. (+)

Begründung: Sprachlich ist hier mehr Konjunktiv nötig.  ÅñŧóñŜûŝî (Ð) 17:59, 28. Jan. 2023 (CET)
Das Acastum soll gemäß einem bislang nicht umgesetzten Vorschlag zur Neugliederung des Präkambriums die erste Periode innerhalb der Ära des Paläoarchaikums (im Sinne der Neugliederung) darstellen. Es erstreckt sich über einen Zeitraum von 220 Millionen Jahren von 4030 bis vor 3810 Millionen Jahre.

## Etymologie
Die Bezeichnung Acastum, Englisch Acastan oder  Acastan period, geht auf den Acasta-Gneis des Slave-Kratons im Nordwesten Kanadas zurück. Diese Gneis-Einheit enthält das älteste bekannte Gestein der Erde. Der Acasta-Gneis ist nach dem Acasta River benannt, welcher seinerseits an den britischen Zerstörer Acasta erinnert. Der Schiffsname geht auf den Namen aus der griechischen Mythologie Ἀκάστη (Akaste) zurück.

## Neugliederung des Präkambriums
Eine Zielstellung der Internationalen Stratigraphischen Kommission (ICS) ist die Ausdehnung des GSSP-Prinzips auf die Grenzen möglichst vieler Untereinheiten des Präkambriums. Die Einheitengrenzen sollen somit anhand von bedeutenden geologischen Markierungshorizonten statt – wie aktuell noch gehandhabt – durch ein absolutes geologisches Alter definiert werden. Die Unter- und Obergrenze des Acastums müssen aber in Ermangelung suprakrustaler Gesteinsserien in der frühen Erdgeschichte notgedrungen chronometrisch festgelegt werden.

## Definition des Acastums

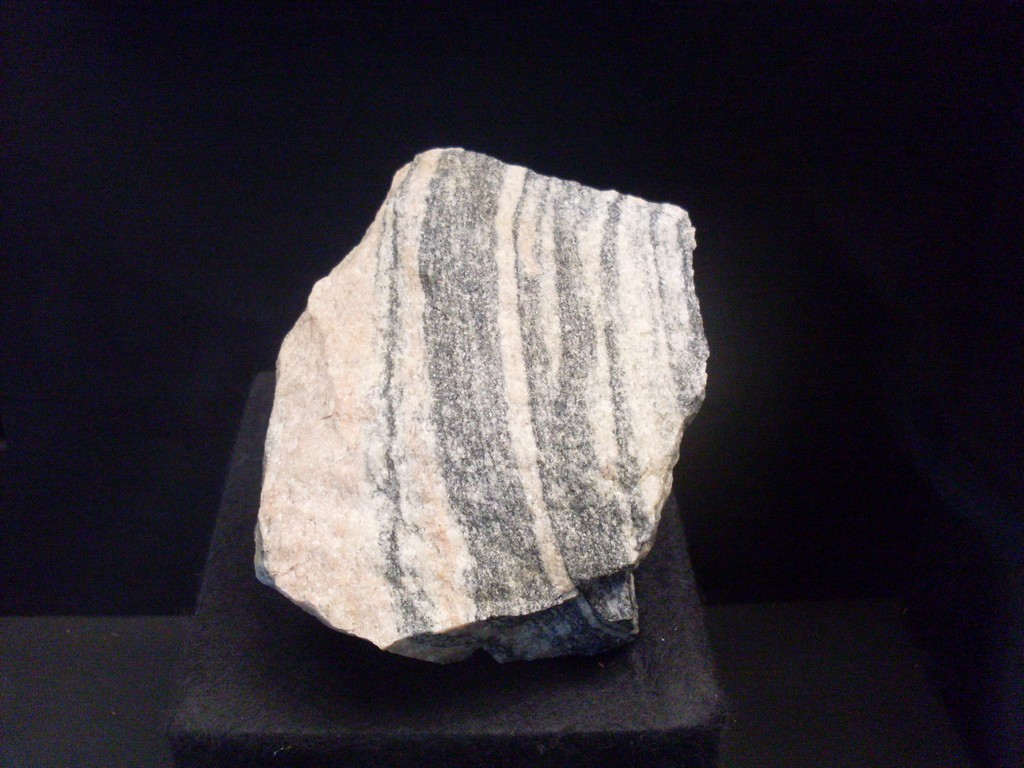
Handstück des tonalitischen Acasta-Gneises, des bisher ältesten bekannten Gesteins der Erde

Im neu gegliederten Archaikum soll das Acastum als erste Periode fungieren (das Eoarchaikum fällt weg und das Paläoarchaikum tritt an seine Stelle). Die Untergrenze des Acastums zum vorausgehenden Hadaikum und dessen jüngerer Einheit, dem Zirconium (bzw. Jack-Hillsium), wird chronometrisch auf 4030 Millionen Jahre vor heute festgelegt. Diese absolute Zeitmarke entspricht dem Alter des ältesten bekannten Gesteins. Nach aktueller Zeitskala liegt sie noch im (nicht-untergliederten) Hadaikum. Die Obergrenze des Acastums zum nachfolgenden Isuum wird ebenfalls chronometrisch definiert und situiert sich bei 3810 Millionen Jahre vor heute (Alter des ältesten bekannten suprakrustalen Gesteins). Auch wenn diese beiden Grenzen nicht nach dem GSSP-Prinzip festgelegt werden können, sind sie dennoch geologisch sehr sinnvoll.

## Bedeutung
Mit dem Acastum bleiben Gesteine zum ersten Mal in der Erdgeschichte erhalten. Das älteste bisher bekannte Gestein ist der Acasta-Gneis des Slave-Kratons, nach dem die Periode benannt wurde. Mit seiner Bildung setzt die irdische Stratigraphie ein. Der Acasta-Gneis entstand vor 4030 bis 3940 Millionen Jahren. Aus den ersten 500 Millionen Jahren der Erdgeschichte sind bisher noch keine sicher datierten Krustengesteine bekannt geworden. Möglicherweise besitzen Gesteine des Nuvvuagittuq-Grünsteingürtels noch höhere Alter, dies ist aber bislang noch umstritten.

## Acasta-Gneise
Das älteste, bisher mit Sicherheit datierte Gestein der Erde ist ein 4031 ± 3 Millionen Jahre alter Tonalitgneis aus den rund 4030 bis 3940 Millionen Jahre alten Acasta-Gneisen des Slave-Kratons im Nordwesten Kanadas. Die Acasta-Gneise sind eine heterogene Mixtur foliierter Gneise, hervorgegangen aus Tonaliten, Trondhjemiten, Granodioriten (TTG-Gesteinen), Graniten, Amphiboliten, Dioriten und gabbroischen Gesteinen.
Ein in den Gneisen aufgefundenes, 4200 Millionen Jahre altes Zirkonkristall und Neodymmodellalter von 4100 Millionen Jahren zwingen zu der Schlussfolgerung, dass dieses recht begrenzte Krustenfragment eine noch ältere Vorgeschichte als 4030 Millionen Jahre aufweist.

## Weitere Vorkommen des Acastums

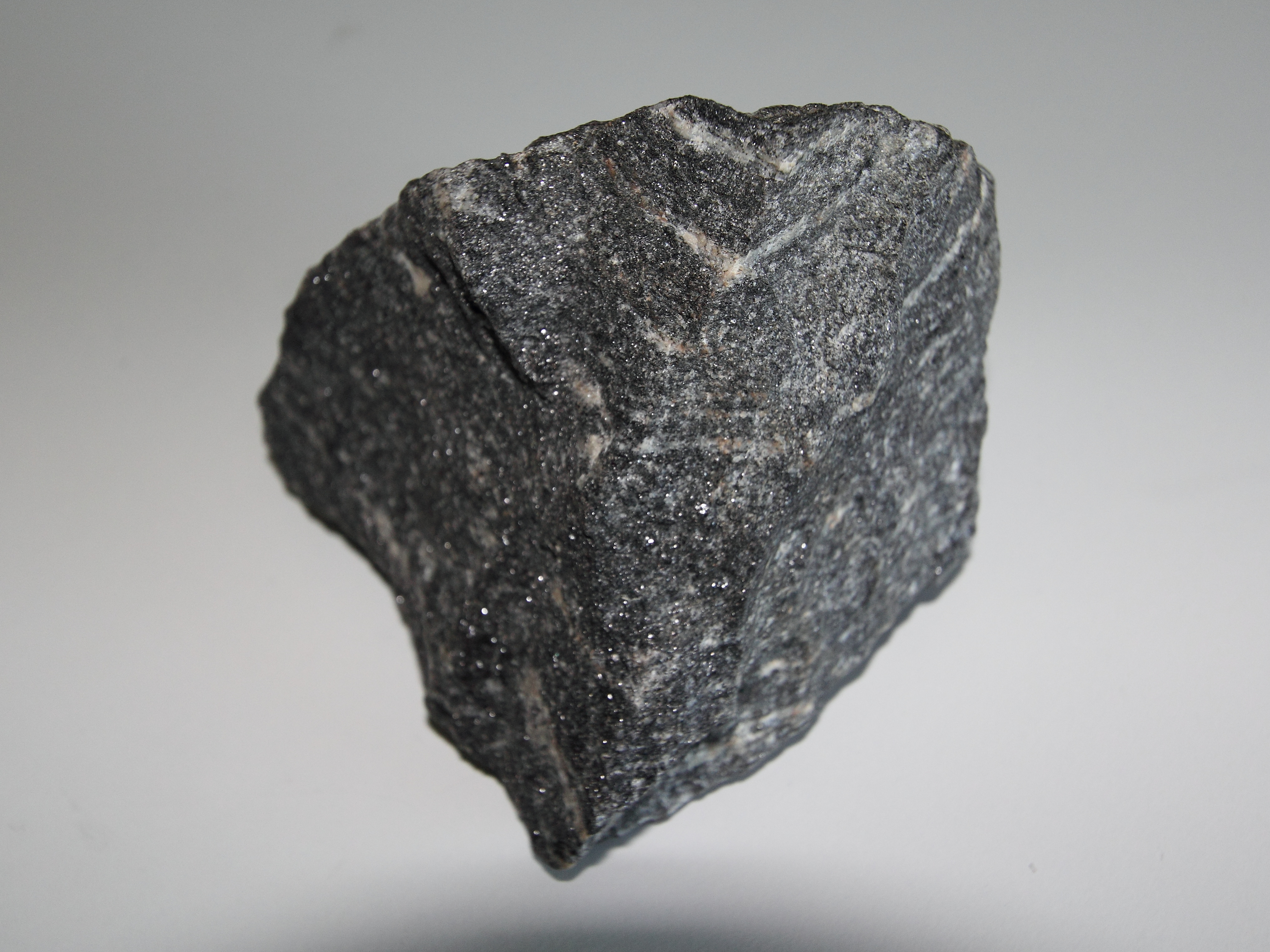
Handstück des Acasta-Gneises – dunkle Varietät

Früharchaische Krustenfragmente mit einer ähnlich kryptischen Vorgeschichte sind mittlerweile aus dem Südosten Indiens und aus Westaustralien (Pilbara-Kraton und Yilgarn-Kraton) bekannt geworden.
Auch der Itsaq-Gneiskomplex des Nordatlantik-Kratons im Südwesten Grönlands besitzt Alter, die bis ins Acastum zurückreichen. Der Komplex enthält weltweit den größten Aufschluss früharachaischer Gesteine. Er wird beherrscht von gebänderten tonalitischen Gneisen, deren Protolithen zwischen 3870 und 3620 Millionen Jahre eine juvenile, sialische Kruste bildeten. Überdies fanden Allen P. Nutman und Kollegen (1997) Hinweise im Westen Grönlands auf mehr als 3850 Millionen Jahre alte Sedimente, die im Wasser abgelagert worden waren.
Der Nuvvuagittuq-Grünsteingürtel des Superior-Kratons – mit gesicherter Datierung 3817 ± 16 Millionen Jahre in Schiefergesteinen felsischer Zusammensetzung – fällt gerade noch ins Acastum, er ist aber wahrscheinlich wie bereits angedeutet wesentlich älter. Ein abgereichertes Neodymmodellalter verweist auf 3900 Millionen Jahre und bestätigt somit das Isuum-Alter des Gürtels.
Der an der Nordostküste Labradors gelegene, etwa 500 × 50 Kilometer große Saglek-Block ist in vieler Hinsicht dem Itsaq-Gneiskomplex geologisch sehr ähnlich. Auch er gehört zum Nordatlantik-Kraton und wurde nur durch die Öffnung der Labradorsee von Grönland abgetrennt. Seine TTG-Gneise können bis 3867 Millionen Jahre zurückverfolgt werden, möglicherweise sind sie auch etwas über 3900 Millionen Jahre alt.
Während der 1400 Millionen Jahre anhaltenden Evolution des Saglek-Blocks können sechs herausragende, magmatische Ereignisse mit grosso modo felsischem Chemismus und vier Metamorphosen unterschieden werden. Das älteste magmatische Ereignis um 3850 Millionen Jahre wurde zum Iqaluk-Gneis metamorphosiert, um 3750 Millionen Jahren entstand sodann der Uivak I-Gneis (ein Bändergneis/Graugneis), um 3600 Millionen Jahre der Uivak II-Gneis (ein Augengneis), um 3330 Millionen Jahre der Iluilik-Gneis, um 3230 Millionen Jahre der Lister-Gneis und zwischen 2800 und 2700 Millionen Jahre bildeten sich schließlich die neoarchaischen Granitoide. Die Metamorphosen erfolgten um 3620, 2700, 2500 und 2200 Millionen Jahre.
Eingelagert in die Gneise finden sich Suprakrustalgesteine. Diese sind hauptsächlich aus dem Erdmantel abgeleitete Gesteine – mafische Metavulkanite und Ultramafite – sie führen untergeordnet aber auch chemische und klastische Metasedimente. Ihre beiden Einheiten – Nulliak-Suprakrustalgesteine und Upernavik-Suprakrustalgesteine – sind in ihrer Zusammensetzung recht ähnlich und können vorwiegend als tholeiitische Basaltströme interpretiert werden, welche jedoch gewisse differenzierende Abweichungen voneinander aufweisen. Die suprakrustalen Gesteine sind im Saglek-Block mehr oder weniger überall anzutreffen und nehmen im Vergleich zu den Orthogneisen zwischen 20 und 40 % der Gesamtoberfläche ein.

## Aufschlüsse
- Nordatlantik-Kraton:
  - Itsaq-Gneiskomplex – 3870 bis 3620 Millionen Jahre
  - Saglek-Block mit mehreren TTG-Gneisgenerationen. Der Gneis Uivak I enthält als Inklusionen die suprakrustalen Vulkanite von Nulliak, die Nulliak-Suprakrustalgesteine (engl. Nulliak supracrustals). Der Block überdauerte von 3867 bis 2500 Millionen Jahre, älteste Datierungen werden mit rund 3900 Millionen Jahre angegeben.
- Slave-Kraton:
  - Acasta-Gneis – 4031 ± 3 Millionen Jahre
- Superior-Kraton:
  - Nuvvuagittuq-Grünsteingürtel – 3817 ± 16 Millionen Jahre